# سن آنتونیو (نیومکزیکو)

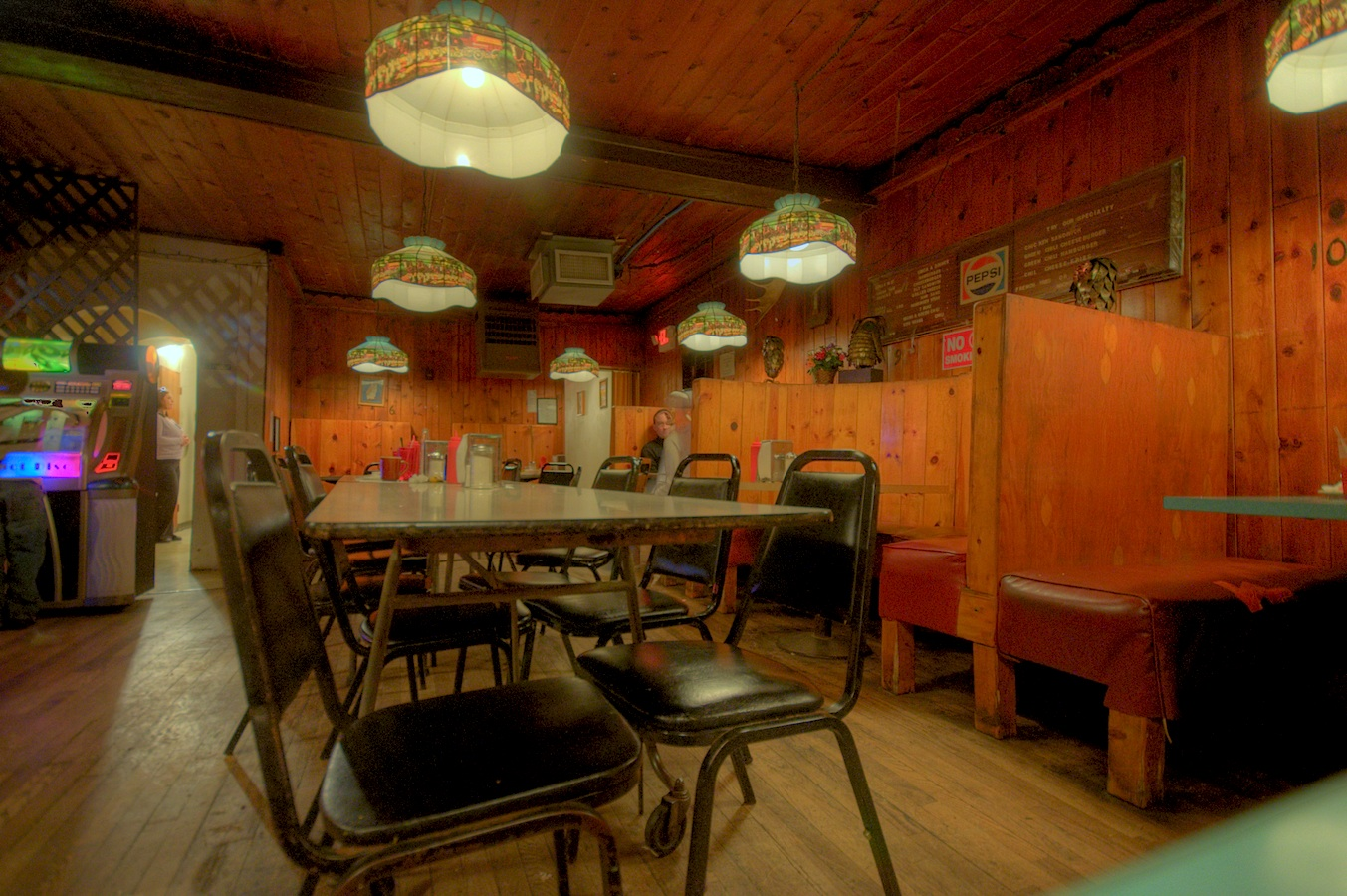
بار و قهوه‌خانه از نقاط برجسته سن آنتونیو

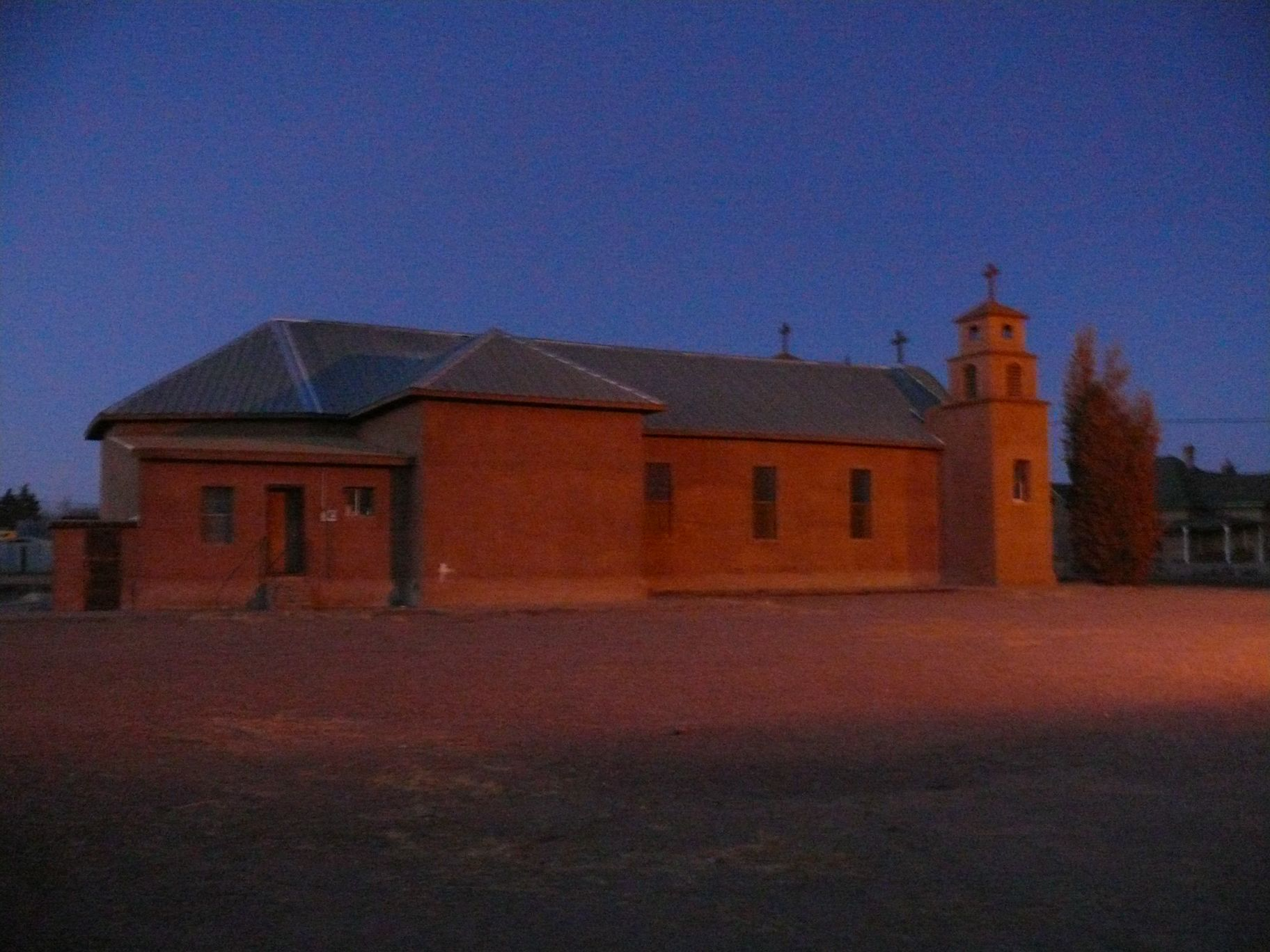
کلیسای سن آنتونیو

سن آنتونیو، نیومکزیکو (انگلیسی: San Antonio, New Mexico) جامعه‌ای است که ثبت قانونی نشده‌است، این مکان در شهر سوکورو، نیومکزیکو، ایالات متحده است، تقریباً در مرکز ایالت ریو گراند واقع است. کل جمعیت این آن حدود ۱۸۰۰۰ نفر است.